# Família Báthory (do clã Aba)
A família Báthory de Gágy, parte do influente clã Aba, representa uma linhagem importante da nobreza húngara. Esta família se destaca por suas contribuições à história da Hungria ao longo de vários séculos.

## História

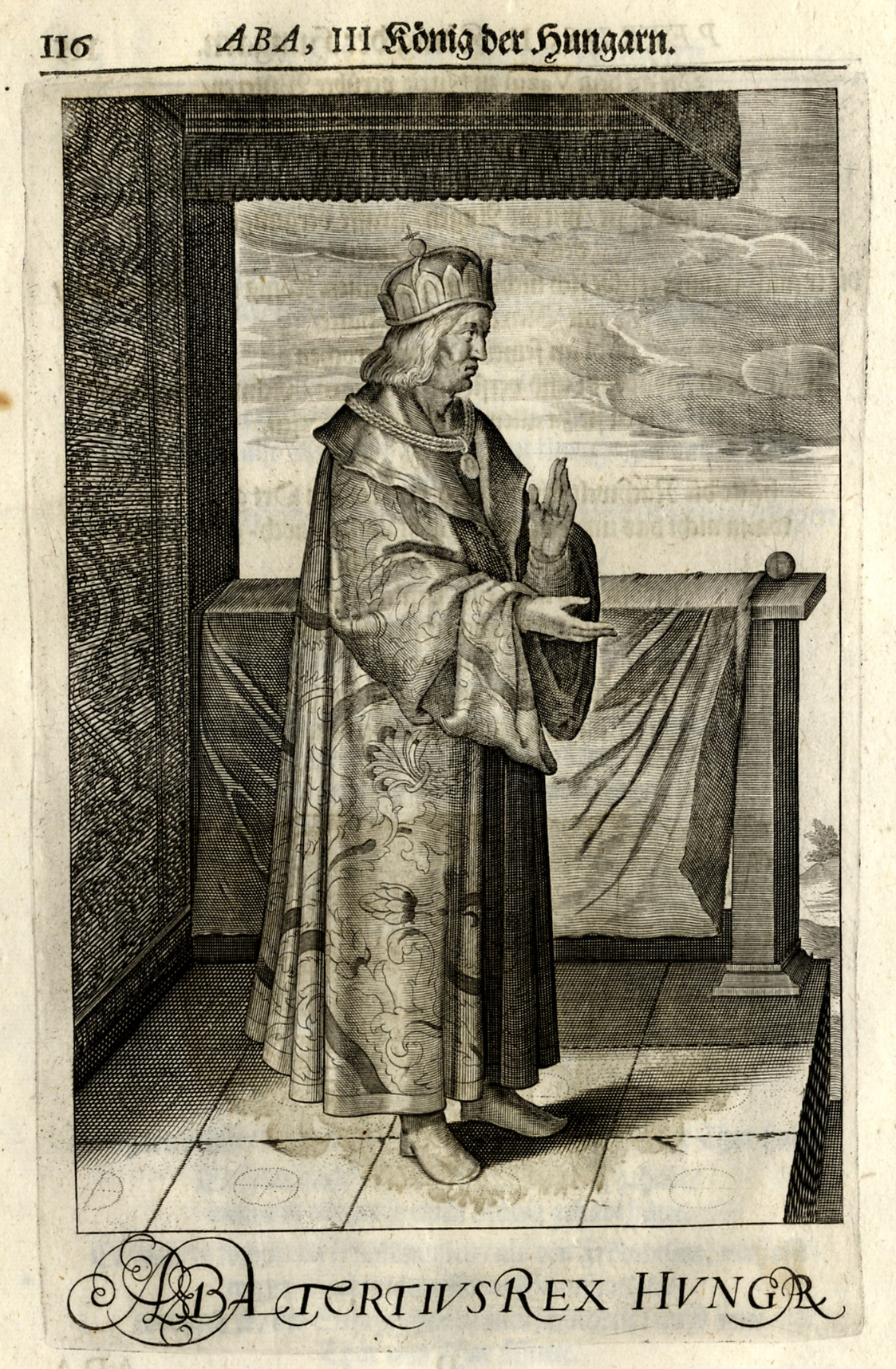
Rei Samuel Aba

O nome Báthory está associado a quatro grandes famílias históricas:
1. Báthory de Somlyó
2. Báthory de Ecsed
3. Báthory de Szaniszlófi
4. Báthory de Gágy[1]

Cada uma dessas famílias desempenhou um papel fundamental na Hungria medieval e nos primeiros tempos modernos. No entanto, até o final do século XVII, todas as linhagens masculinas dessas famílias foram extintas. Apesar de alguns indivíduos ainda carregarem variações do nome Bátori, muitos não têm relação com as famílias históricas, resultado de uma ordem de nomes emitida pelo rei José II II em 1787.
Este artigo se concentra especificamente na família Báthory do clã Aba, explorando sua trajetória histórica única e contribuições.

## Clã Aba

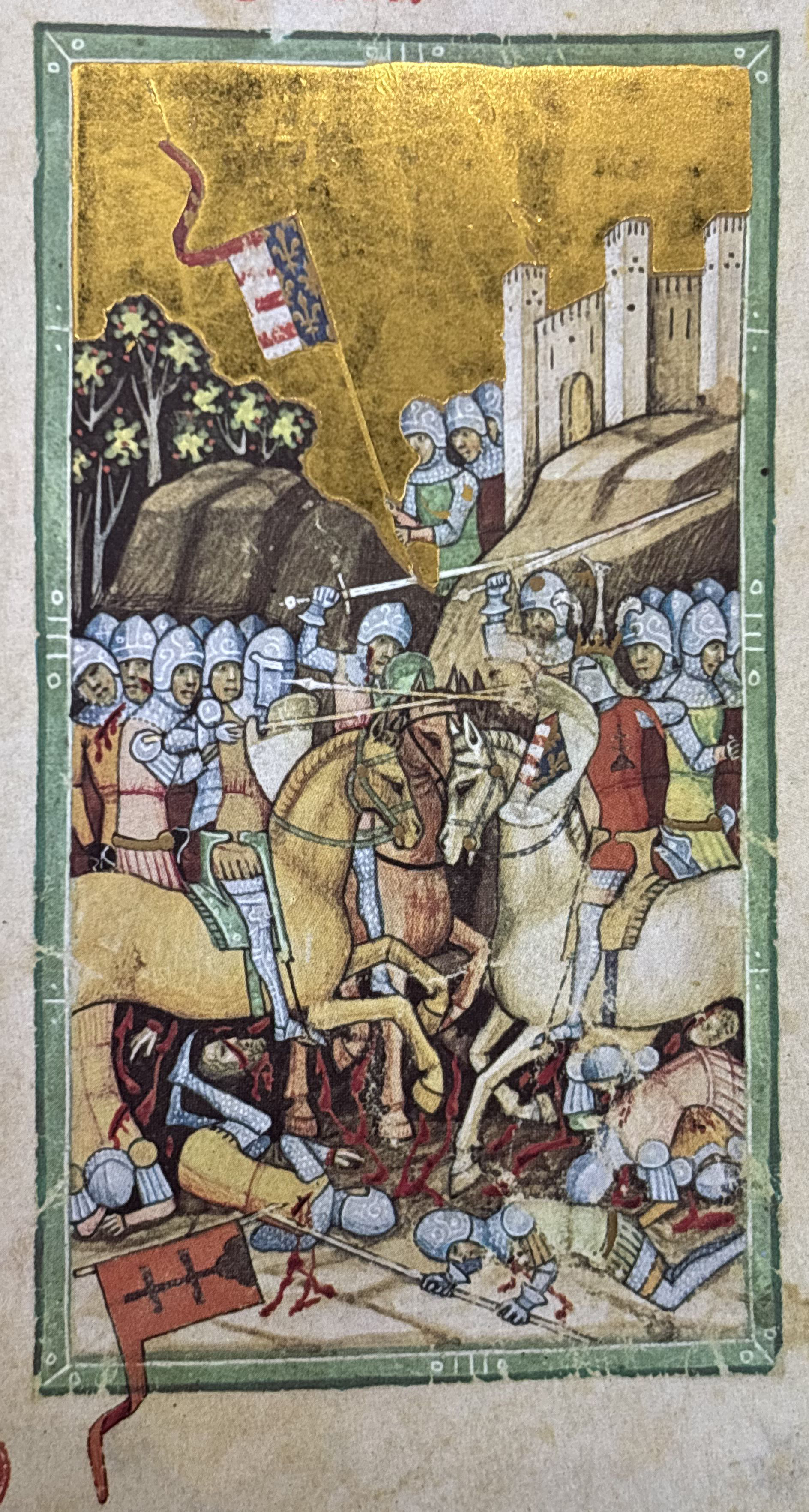
Batalha de Rozgony

A família Báthory de Gágy está ligada ao renomado clã Aba, descendente de Samuel Aba, que foi rei da Hungria e cunhado de Santo Estêvão. O clã recebeu terras e feudos da dinastia Árpád. O castelo de Szalánc, construído pelo conde Péter do clã Aba, reflete seu poder e status. No entanto, após a derrota de Péter II de Szalánc na Batalha de Rozgony em 1330, o castelo foi confiscado, marcando uma mudança nas alianças políticas da época.

## Surgimento do nome Báthory

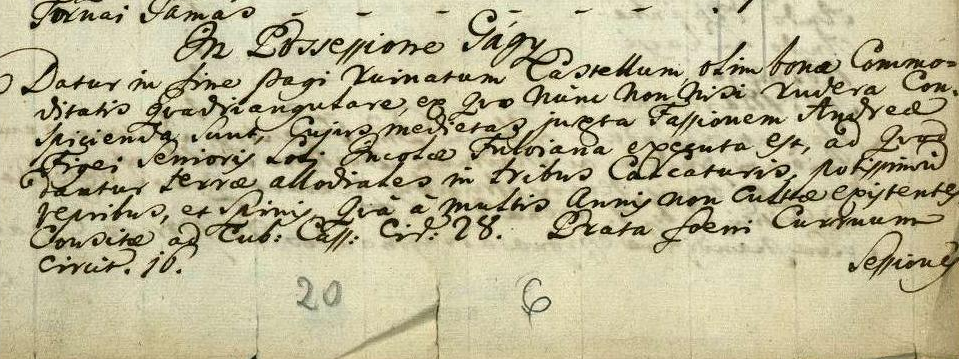
Detalhe do censo imobiliário de 1703 indica que o Castelo Gagy já estava em ruínas

O nome Báthory surgiu no início do século XIV, quando a família consolidou sua posição como importantes proprietários de terras. Miklós I, em alguns documentos, ele é referido como Miklós Sirokay, da propriedade Siroka de seu pai, o Conde Péter II de Aba, ou como Miklós Grevin e Miklós Gereven, provavelmente devido ao seu título como "Graf" ou "Greve" (Conde), sendo uma figura-chave na família, serviu como porteiro real de 1338 a 1342 e mais tarde como Voivode (Duque) da Transilvânia. Seus papéis administrativos e militares ressaltam a crescente influência da família. Miklós recebeu as propriedades de Gágy e Gagybátor no Condado de Abaúj, uma prova clara do status favorecido dele e de sua família pela coroa. Com o tempo, Miklós e seus descendentes construíram vários edifícios importantes nessas áreas, incluindo um castelo residencial e um castelo fortificado com torres em Gágy, bem como outro castelo residencial em Gagybátor. Esses castelos não eram apenas símbolos de poder e prestígio, mas também serviam como fortalezas estratégicas em uma era de constante instabilidade política e ameaças militares.
Infelizmente, nenhuma dessas estruturas sobreviveu à devastação do tempo, em grande parte devido aos conflitos implacáveis com os turcos otomanos e os austríacos, que devastaram grande parte da região. Esses castelos, como muitos outros na Hungria, foram vítimas de guerras que duraram séculos, deixando para trás apenas fragmentos de sua antiga grandeza. Hoje, eles existem apenas em registros históricos, lembretes de uma linhagem nobre outrora próspera e dos tempos turbulentos que eles suportaram.

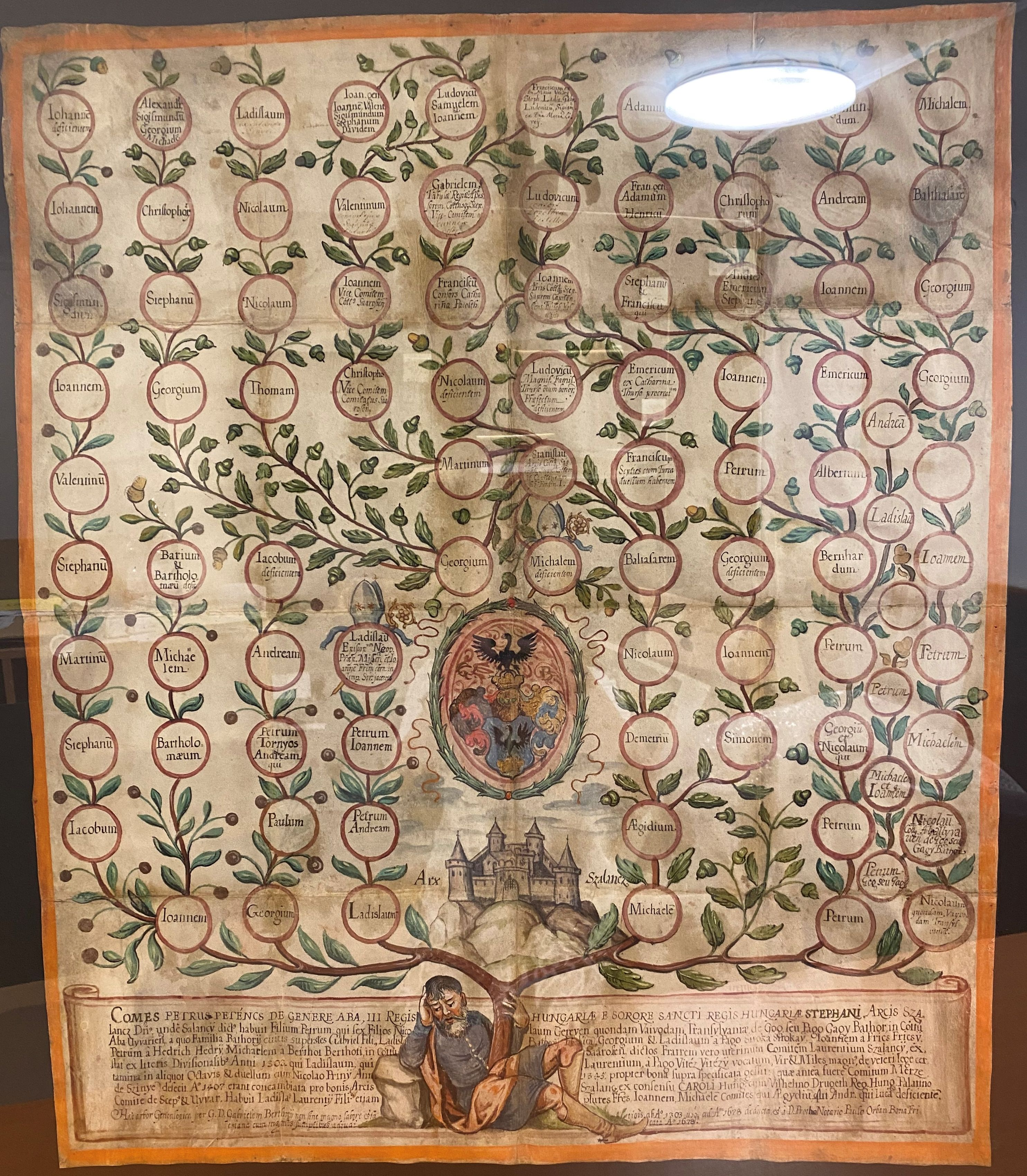
Genealogia da família Báthory de Gágy começando pelo Conde Péter II de Aba, Senhor de Szalánc e seu filho Miklós I Voivode da Transilvânia, o pai do ramo Báthory

Miklós I e seus descendentes começaram a usar o nome “Báthory de Gágy” a partir dessas terras. No entanto, foi János III quem usou consistentemente o nome “Báthory de Gágy” em documentos oficiais, formalizando e perpetuando assim a nova designação da família. Com a morte de Gábor II em 1689, a linha masculina da família chegou ao fim, o que marcou o encerramento de uma era para essa linhagem histórica.

## Conexões familiares e significado histórico
Um membro notável da família Báthory de Gágy foi Katalin Hetesi Pethe, mãe de László IV Báthory e Katalin Báthory. A linhagem de Katalin estava diretamente ligada a famílias medievais influentes por meio de sua mãe, Margareta Perényi, esposa do general do exército László Hetesi Pethe.

## Heráldica e símbolos
As heráldicas da família Báthory de Gágy estão meticulosamente registradas no Siebmacher's Wappenbuch de Johann Ambrosius Siebmacher, um catálogo abrangente de brasões europeus. Siebmacher, um renomado arauto e ourives alemão, fornece uma ilustração detalhada do grande e do pequeno selo usados pela família Báthory. Este selo reflete o status nobre da família e serve como um artefato histórico que documenta suas tradições heráldicas.

## A família Báthory na era moderna
Nos últimos tempos, Tibor Báthory-Szőnyi desempenhou um papel crucial na verificação da linhagem da família Báthory. Por meio de uma pesquisa meticulosa, Tibor Báthory-Szőnyi traçou sua ascendência até o ramo feminino da família, especificamente até Katalin, filha de Sigismundo Báthory de Gágy. Esta confirmação genealógica foi realizada com o Departamento de Registros Civis da Hungria, com base em uma série de documentos civis, eclesiásticos e de arquivo.
A obra de Tibor Báthory-Szőnyi, particularmente no seu livro Noblesse Oblige ( ISBN 978-615-01-9476-9 ),  oferece uma exploração aprofundada da trajetória histórica da família e do seu impacto na sociedade húngara. O livro não apenas relata os eventos e figuras proeminentes da família Báthory, mas também examina suas contribuições culturais e sociais. A bolsa de estudos de Tibor contribui significativamente para a preservação do legado da família e melhora nossa compreensão do papel da família Báthory na história húngara. O livro foi traduzido para o português por Heloisa Micelli e publicado pela Europa Authentica Cultural Organization.

## Membros importantes da família

Castelo de Szalánc

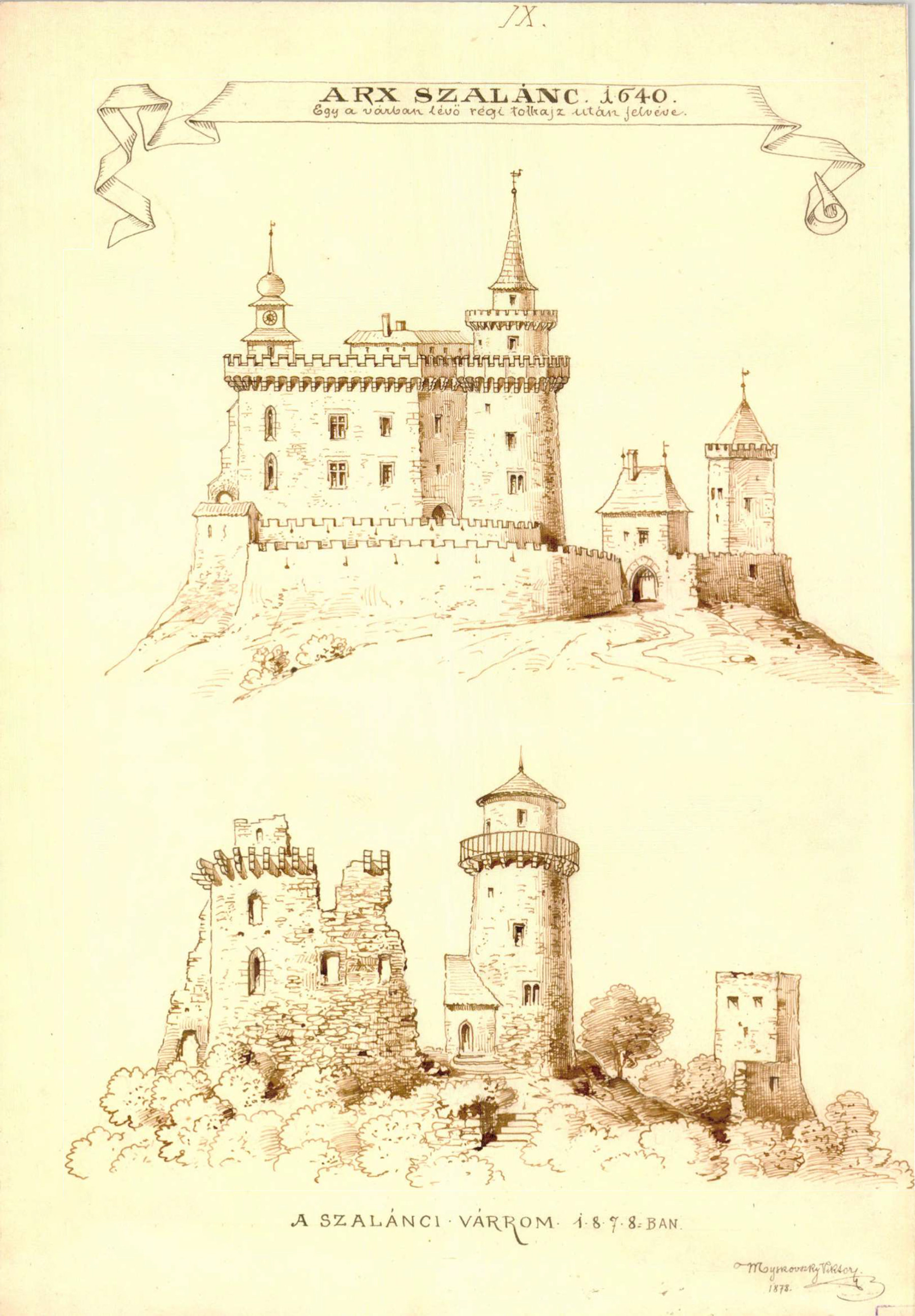

- Samuel Aba – o terceiro rei da Hungria
- Amadeus Aba – Palatino da Hungria
- Conde Péter de Aba – Senhor do Castelo de Szalánc
- Miklós I'Voivode (duque) da Transilvânia
- László de Gágy[17] – irmão de Miklós I, cuja lápide de 1332 exibe o brasão listrado de Árpád do clã Aba. Esta lápide é notável por ser uma das mais antigas da Hungria, apresentando um estilo heráldico gótico lindamente executado e representando o antigo brasão do clã Aba.